# Hygrophorus salmonipes
Hygrophorus salmonipes är en svampart som beskrevs av G. Stev. 1963. Hygrophorus salmonipes ingår i släktet Hygrophorus och familjen Hygrophoraceae.   Inga underarter finns listade i Catalogue of Life.

## Källor

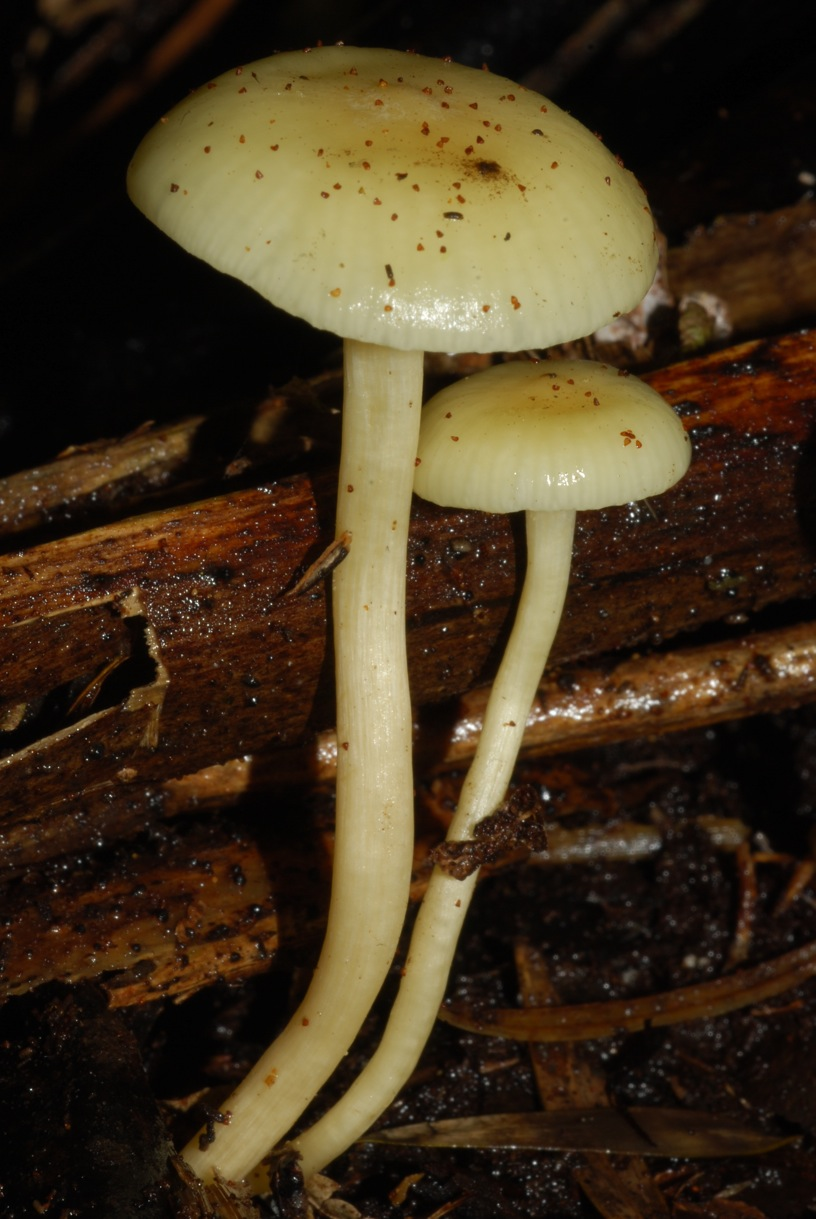
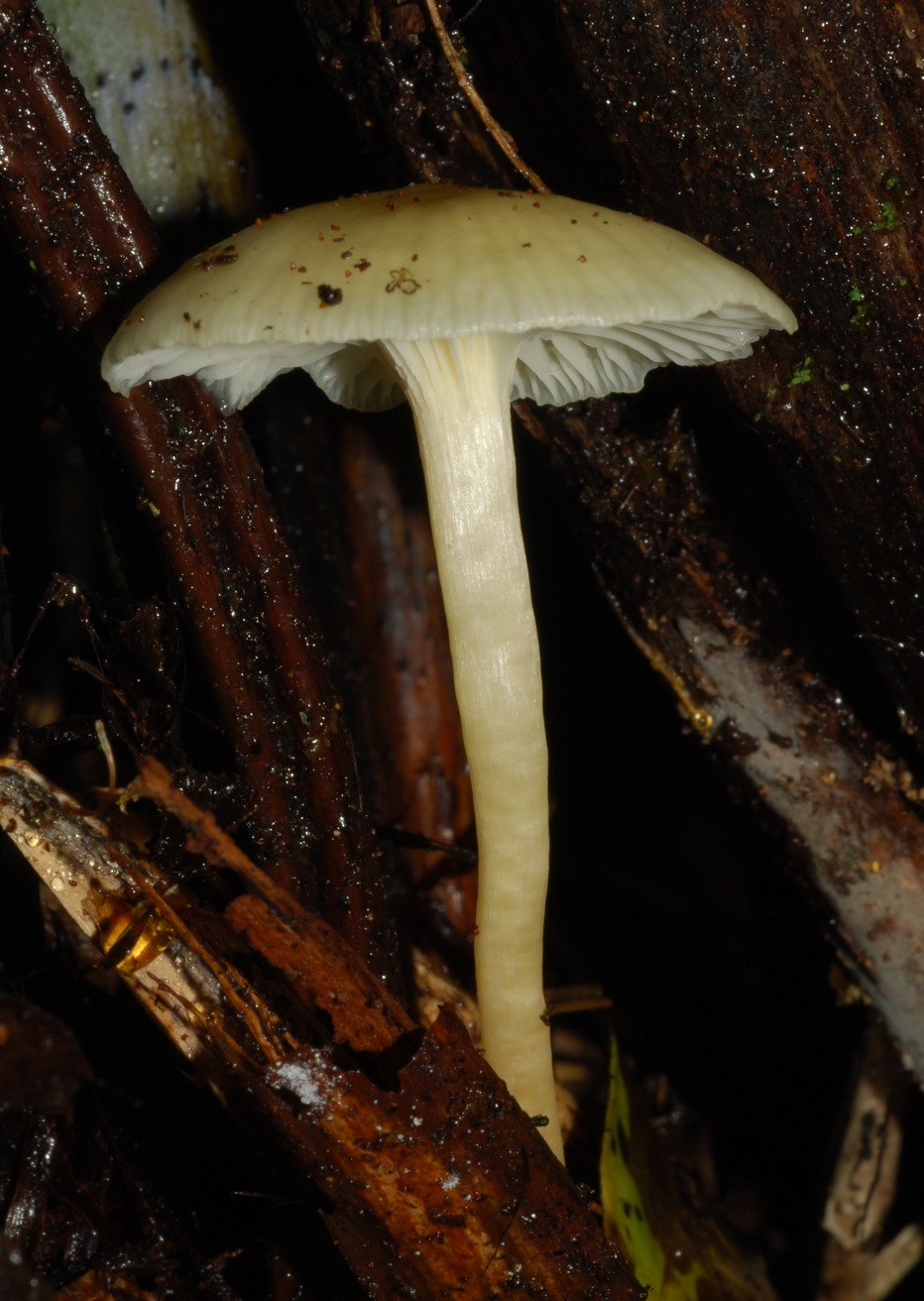
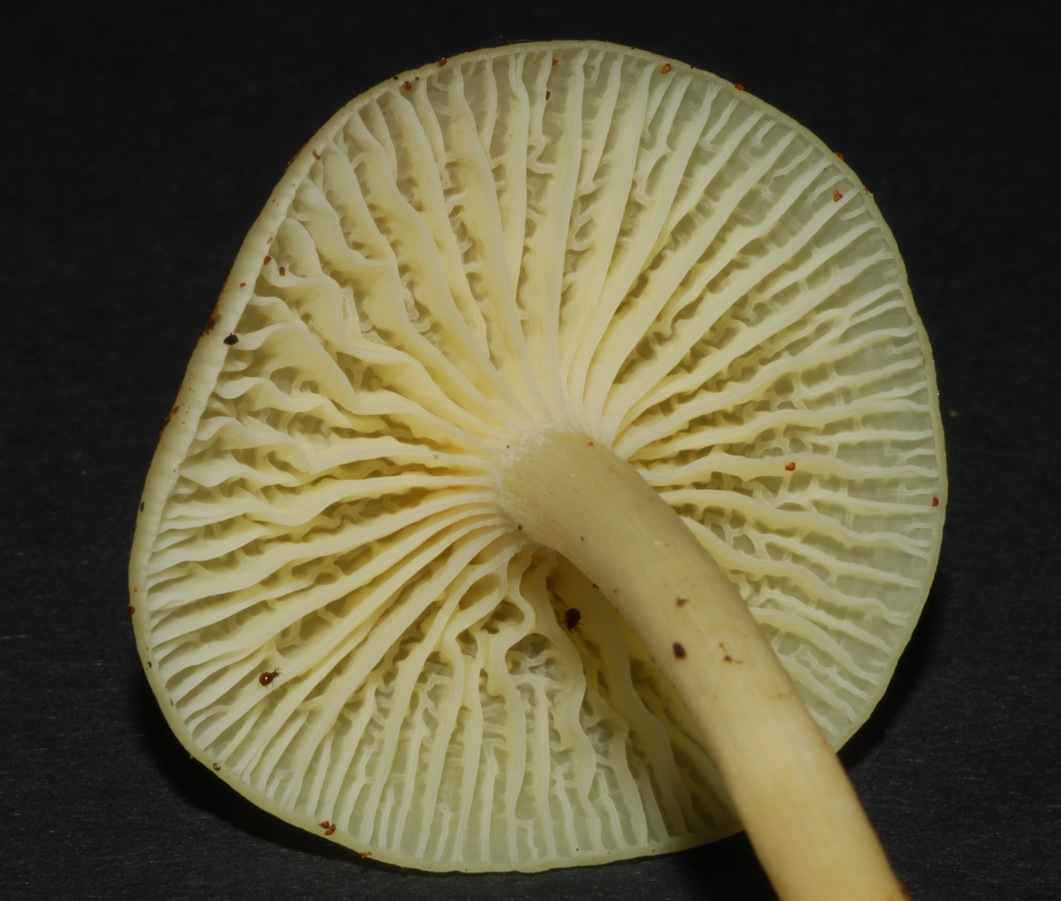
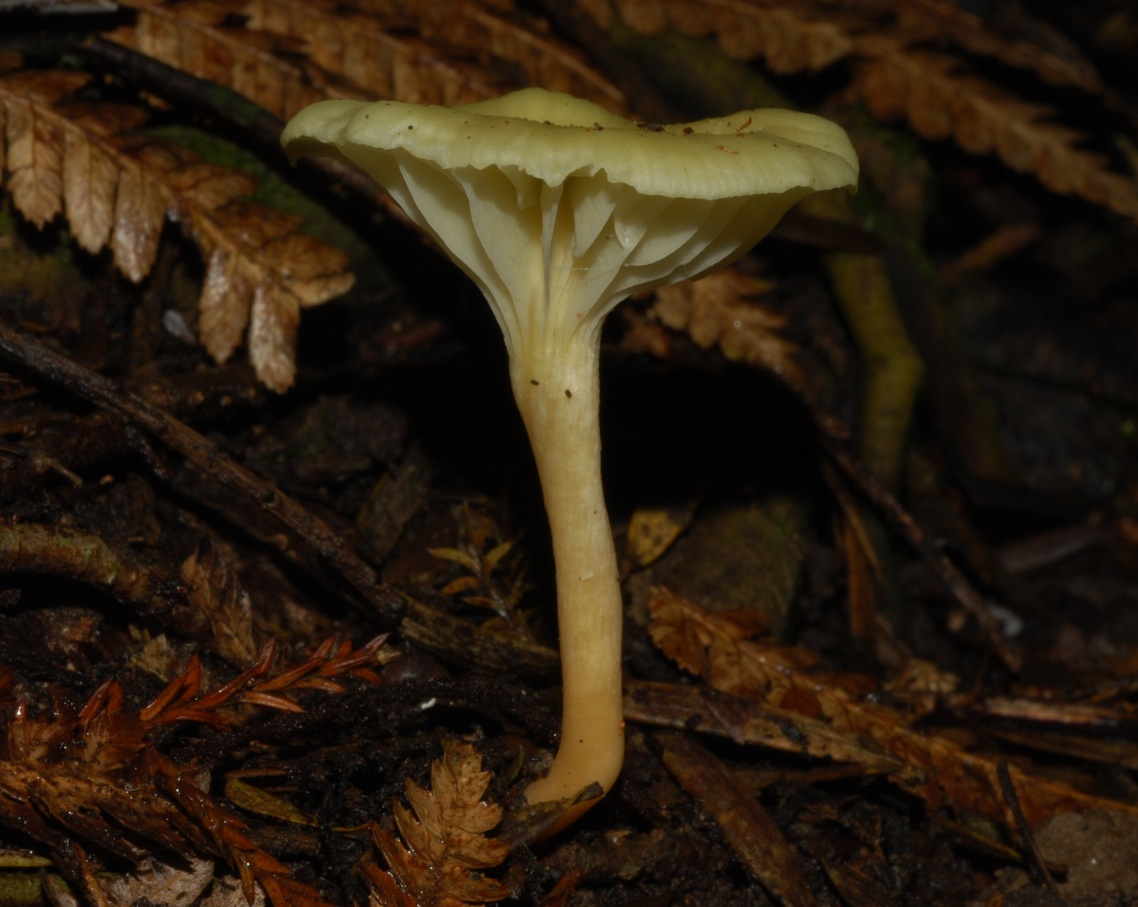